# Иларион Ловчански
Иларион Ловчански е български духовник, участник в борбите за самостоятелна българска църква в Османската империя. От 1852 до 1872 година е Ловчански, а от 1872 до 1884 – кюстендилски митрополит. През 1872 година е избран за пръв български екзарх, но не е утвърден от султана.

## Биография

### Ранни години
Иларион Ловчански е роден през 1800 или 1801 година в махала Горни Чукани на град Елена. Светското му име е Иван Иванов. Напуска родния си град рано и постъпва монах в Капиновския манастир. Учи в килийното училище на манастира. Замонашва се през 1819 година. Служи при търновските митрополити на Гръцката патриаршия като йеродякон, йеромонах, архимандрит и протосингел. През юни 1850 година е избран за аксиуполски епископ.

### Ловчански митрополит
Иларион Ловчански е епископ на Ловчанска епархия от 1852 до 1872. Ръкоположен и изпратен там е от търновския митрополит Неофит Византиос, поради желанието на ловчанци да имат за епископ българин. Грижи се е за българските училища в епископията си, търси учители за новите класове, преустроява църквата „Света Неделя“, раздава на бедните. Критикуван е като фанариот и лихвар. Ловчанските първенци забраняват на свещениците да го споменават в службите и искат да напусне митрополитския дом. Едва след помирение с посредничество на Ловчанския каймакам и писмо на ловчанските първенци до Иларион Макариополски в Цариград през 1860 г. e признат от миряните в епархията си. Но не пътува повече из епархията. На 31 януари 1860 г. служи на български език във Видин – събитие, отразено от вестник „България“.

### Участие в църковните борби
През 1868 година Иларион Ловчански заминава за Цариград по покана на водачите на движението за църковна независимост, като оставя за митрополитски наместник в Ловеч дякон Паисий, а след убийството му свещеноиконом Кръстьо Никифоров). В края на същата година Иларион наред с още трима български архиереи подава оставката си от Патриаршията с намерението да се присъедини към бъдещата българска църква. Оставката не е приета от патриарх Григорий VI, но Иларион не променя решението си. От 1870 е председател на Привременния синод на Българската църква.
Като най-възрастен митрополит е избран за председател на Първия църковно-народен събор през 1871 година.
Иларион Ловчански е един от тримата български архиереи, които в началото на 1872 година извършват Богоявленската служба в българската църква във Фенер без разрешението на цариградския патриарх. По тази причина е изпратен от турските власти на заточение в Измит, но броени дни по-късно, в края на януари, е върнат в Цариград след протестна демонстрация на местните българи начело с Петко Славейков и Тодор Икономов.

### Български екзарх
На 12 февруари 1872 година синодът на Българската екзархия избира Иларион Ловчански за български екзарх. Обвинен е в размирност на Ловчанска епархия във връзка с дейността на Вътрешната революционна организация и Васил Левски. Подава оставката си пет дни по-късно под натиска на Високата порта (повод – стар и недочуващ). На извънредно заседание на 16 февруари 1872 година синодът избира за екзарх Видинския митрополит Антим I, който е утвърден от султана.

### Кюстендилски митрополит
През юли 1872 е избран от Синода за титулярен екзархийски митрополит на Кюстендилска епархия. Участва като народен представител в Учредителното събрание и приемането на Търновската конституция. Умира в Кюстендил на 2 февруари 1884 година. Погребан е в митрополитската църква „Успение Богородично“. На камбанарията на църквата, на 21 май 2005 г. е открита негова паметна плоча. Улица в Кюстендил и Ловеч е наименувана Иларион Ловчански.